# Elwood (Nebraska)
Pour les articles homonymes, voir Elwood.
Le village d’Elwood est le siège du comté de Gosper, dans l’État de Nebraska, aux États-Unis. Sa population s’élevait à 707 habitants lors du recensement de 2010, estimée à 698 habitants en 2017.